# Городище Россошки 1 — «Крутцы»
Россошки 1 — «Крутцы» — городище близ сёл Россошки и Новосолдатка Репьевского района Воронежской области, укреплённое поселение, относимое к кругу памятников среднедонской культуры скифского времени (V — нач. III века до н. э.).

## История исследования
Городище Россошки 1 «Крутцы» известно в литературе с конца XIX века, когда оно было описано как «шипяшие молнии».
В 1990 году в ходе археологических разведок в районе реки Девица городище «Крутцы» было обследовано И. Е. Бирюковым. Повторно в 1992 году археологический памятник осматривался экспедицией Воронежского университета под руководством А. П. Медведева. Был собраны находки, полученные в результате шурфовки, которые и позволили отнести это укреплённое поселение к кругу памятников среднедонской культуры скифского времени и датировать его V — нач. III века до н. э.
С 2001 года городище изучала Донская археологическая экспедиция ИА РАН, под руководством В. И. Гуляева.

## Описание городища
Городище Россошки 1 «Крутцы» расположено к северо-западу от северной окраины села Россошки на высоком левом берегу реки Девица. Само городище имеет форму неправильной трапеции и вытянуто в направлении на север, северо-восток и юг, юго—запад. Самая большая длина городища 210 метров, а самое широкое место 180 метров.
С восточной стороны городище «Крутцы» защищено тремя валами и двумя рвами которые находятся между ними. Валы по площади городища изогнутые, и вытянуты на юго-восток. Края валов вплотную подходят к склону мыса. Между северной и центральной частями валов находится вход на городище. Ширина входа (ворот) приблизительно до 30 м. Недалеко от входа (ворот) находится овальная возвышенность, размерами 35×22 м и высотой до 1,5 м, которая вероятно связана была со входом в городище. Какие функции она выполняла установлено не было.
Длина первого вала составляет 230 м, ширина основания в северной части вала — 9 м, в средней части — 7 м, в южной — 13 м. Высота вала также неравномерно увеличивается к южной части городища и достигает 1,2 м. За первым валом располагался ров, шириной до 5 м и глубиной 0,9 м. Первый вал состоит из дернового слоя — 0,2 м, и суглинка с меловой крошкой толщиной от 0,4 м до 0,55 м а также со светло-серого суглинка толщиной до 0,15 м.
Между валами находится ров. В разрезе форма рва представляет собой перевёрнутый обрезанный конус, а его стенки имеют уступы. На некоторых участках стенок рва видны следы инструментов (орудия), при помощи которого он был выстроен. Этот инструмент по следам похож на «тесло», с рабочей частью около 0,04 м.
Длина второго (центрального) вала достигает 215 м и его ширина основания увеличивается к южной части до 8 м. Высота вала — 1,3 м. За вторым валом находится второй ров шириной до 5 м и глубиной до 0,6 м. Сами постройки оказались очень схожи с обнаруженными археологами валами на раскопках Аверинского городища. Форма второго рва, такая же как и у первого. Глубина от уровня поверхности составляет 1,5 м а вся восточная стенка имеет уступ.
Длина третьего вала (западного) составляет 210 м. Ширина основания 14 м, высота до 1,15 м. Ширина третьего вала в основании 8,7 м а высота около 1,65 м. Особенностью устройства третьего вала является слой оранжевого сильно пережжённого суглинка толщиной до 1,35 м. По структуре этот слой очень плотный и напоминает застывший бетон.
В материке, который представлял собой меловую породу, в основании первого вала выявлено 15 ямок овальной и неправильно-овальной форм. В некоторых среди заполнения встречались мелкие кусочки истлевшего дерева и древесные угли. По расположению ямки представляют два параллельных ряда. По всему вероятно, что это остатки деревянной стены, построенной на самых первых порах существования городища. Однако непонятна полностью сама конструкция этой стены. Возможно это был двухрядный частокол с попарно идущими параллельно друг другу рядами столбов.

## Интерпретация археологических находок
Можно выделить два строительных и один ремонтный периоды в создании линии обороны. Вначале своего существования городище защищала деревянная стена — двухрядный частокол. Затем стена, вероятно, частично сгорела, вследствие этого была полностью разобрана жителями. На следующем же этапе были вырыты два рва и возведены также три вала. О разновременности остатков деревянной стены и первого вала свидетельствует прослойка светло-серого суглинка (это выкид из первого рва), перекрывающая основную часть столбовых ямок. Основная масса усилий была направлена на создание второго и особенно — третьего валов. Об этом говорит сложная конструкция третьего вала, для сооружения которого использовался суглинок с меловой крошкой, взятый из второго рва, а также зелёный илистый суглинок. В процессе жизнедеятельности городища второй и третий валы были неоднократно досыпаны, а второй ров подчищен от почвы, оплывавшей с третьего вала.
На территории городища Росошки 1 «Крутцы» были также открыты несколько жилищ (юрт) и зерновых ям, которые по своему устройству схожи с зерновыми ямами на Мостищенском городище, где находится Мостищенский лабиринт. При изучении содержимого хозяйственных ям были получены многочисленные обломки керамики, пряслица, костяные и железные орудия труда и кости животных. Из самого интригующего на раскопе городища найдена часть амфоры (скол) с присутствием окраски. А также на территории обнаружено «святилище», но его полное исследование не закончено — возможно, это только место жертвоприношений.